# 路德維希·格奧爾格 (巴登-巴登)
路德维希·格奥尔格·辛珀特（德語：Ludwig Georg Simpert；1702年6月7日—1761年10月22日）是巴登-巴登藩侯（1707年至1761年在位），1727年前由母亲摄政。由于他酷爱打猎，因此得到绰号“猎人路易”（Jägerlouis）。

## 生平
路德维希·格奥尔格·辛珀特的父亲是“土耳其人路易”路德维希·威廉，母亲是萨克森-劳恩堡的公主弗兰齐丝卡·西比拉·奥古斯塔，路德维希·格奥尔格·辛珀特是他们的第三个儿子，1702年6月7日生于巴登北部的埃特林根。
1702年6月8日，也就是路德维希·格奥尔格·辛珀特出生后的第二天，他在被法国人烧毁的埃特林根马丁教堂前接受了洗礼。年幼的路德维希·格奥尔格·辛珀特没有少让母亲操心，他性格内向，6岁时才开始会说话。16岁时，路德维希·格奥尔格·辛珀特曾爱上了前任波兰国王斯坦尼斯瓦夫一世的女儿瑪麗·蕾捷斯卡，但是他的母亲极力反对他们在一起，为了阻止这段恋情的继续发展，她将路德维希·格奥尔格·辛珀特送往了罗马参加朝圣；瑪麗·蕾捷斯卡后来则成为了法国国王路易十五的王后。
路德维希·格奥尔格·辛珀特的父亲去世后，由母亲弗兰齐丝卡·西比拉摄政（1707年—1727年），直到路德维希·格奥尔格·辛珀特25岁，1727年10月22日开始统治巴登-巴登。路德维希·格奥尔格·辛珀特的母亲在经营财政方面相当出色，不仅偿清了巴登-巴登家族所欠的债务，甚至在将统治权移交给路德维希·格奥尔格·辛珀特时，已经出现了可观的盈余。结束摄政，还权于儿子后，母亲搬到了埃特林根的宫殿，投身于建造宫殿和礼拜堂的爱好之中。
与他的父亲伟大的军事生涯不同，路德维希·格奥尔格·辛珀特却沉溺于打猎。他是施瓦本地区的最高统帅，拥有他父亲的军团，但是在波兰王位继承战争（1733年—1738年）进行期间却宁愿在波希米亚打猎，直到1735年维也纳初步和平协议达成后，他才从波希米亚回来。
1761年，路德维希·格奥尔格·辛珀特在拉施塔特去世。他的弟弟奥古斯特·格奥尔格继承爵位统治巴登-巴登。

## 家庭
1720年夏天，路德维希·格奥尔格·辛珀特和他母亲一同来到布拉格，认识了后来的妻子施瓦岑贝格的玛丽亚·安娜（Maria Anna von Schwarzenberg，1706年12月25日—1755年1月12日），她是第三任施瓦岑贝格亲王亚当·弗朗茨·卡尔·欧西比乌斯（Adam Franz Karl Eusebius, 3.Fürst zu Schwarzenberg）的女儿。路德维希·格奥尔格·辛珀特的母亲对这门亲事很满意，她回到了维也纳，争取到了皇帝查理六世的同意，1721年4月18日成婚，作为结婚礼物，母亲送给了酷爱打猎的他一座狩猎宫。
路德维希·格奥尔格·辛珀特和第一任妻子有四个孩子：
- 伊丽莎白·奥古斯塔（1726年3月16日—1789年1月7日）
- 卡尔·路德维希·达米安（1728年8月25日—1734年7月6日），巴登-巴登藩侯爵位继承人，但先于路德维希·格奥尔格·辛珀特去世。
- 路德维希·格奥尔格（1736年8月11日—1737年3月11日），巴登-巴登藩侯爵位继承人，但先于路德维希·格奥尔格·辛珀特去世。
- 约翰娜（1737年4月28日—1737年4月29日）

第一任妻子于1755年去世后，路德维希·格奥尔格·辛珀特在1755年7月10日又娶了巴伐利亞的瑪麗亞·安娜，她是巴伐利亚选帝侯卡尔·阿尔布雷希特，也就是后来的神圣罗马帝国皇帝查理七世的女儿。但是她和路德维希·格奥尔格·辛珀特没有子女，1761年10月22日，路德维希·格奥尔格·辛珀特在拉施塔特去世时没有男性后嗣，由他的弟弟奥古斯特·格奥尔格继承爵位统治巴登-巴登。

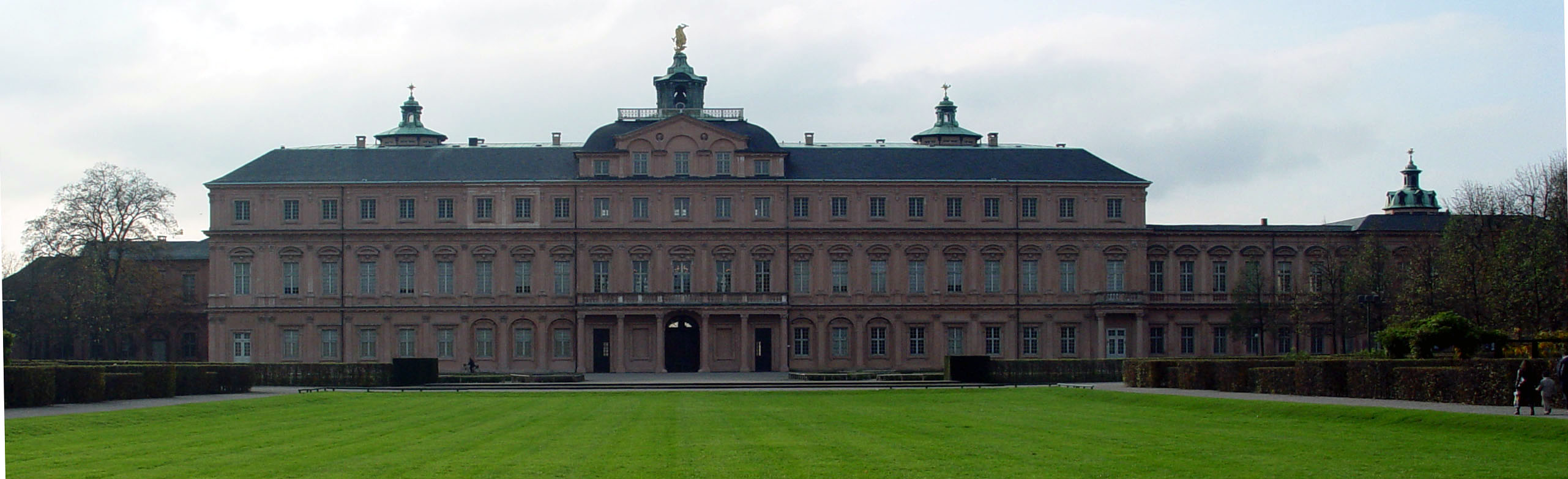
拉施塔特宫殿